# Boks na Igrzyskach Ameryki Środkowej i Karaibów 1974
Boks na Igrzyskach Ameryki Środkowej i Karaibów w 1974 – jedna z dyscyplin sportowych rozgrywana na igrzyskach Ameryki Środkowej i Karaibów w 1974 w stolicy Dominikany Santo Domingo. Zawodnicy rywalizowali w jedenastu kategoriach wagowych, a zawody w trwały od 3 do 9 marca.

## Medaliści
| Kategoria                      | Złoty                       | Srebrny                      | Brązowy                        | Brązowy                             |
| waga papierowa (48 kg)         | Jorge Hernández · Kuba      | Fausto García · Meksyk       | Virgilio Palomo · Kolumbia     | Francisco Sánchez · Dominikana      |
| waga musza (51 kg)             | Alfredo Pérez · Wenezuela   | Alejandro Pérez · Dominikana | Freddy Hernández · Kolumbia    | Juan Solís · Portoryko              |
| waga kogucia (54 kg)           | Wilfredo Gómez · Portoryko  | Jóvito Rengifo · Wenezuela   | Orlando Martínez · Kuba        | Celestino Molina · Meksyk           |
| waga piórkowa (57 kg)          | Oscar Arnal · Wenezuela     | Gerardo Aceves · Meksyk      | Mariano Álvarez · Kuba         | Hugo Natera · Dominikana            |
| waga lekka (60 kg)             | Orlando Palacios · Kuba     | José Luis Vellon · Portoryko | Teodoro Ozuna · Dominikana     | Yves Jeudy · Haiti                  |
| waga lekkopółśrednia (63,5 kg) | Pedro Gamarro · Wenezuela   | Ladislao Alonso · Panama     | Reggie Ford · Gujana           | Amador Rosario · Portoryko          |
| waga półśrednia (67 kg)        | Emilio Correa · Kuba        | Mike McCallum · Jamajka      | Sergio Lozano · Meksyk         | Pedro Rojas · Wenezuela             |
| waga lekkośrednia (71 kg)      | Rolando Garbey · Kuba       | Emeterio Villanueva · Meksyk | Alejandro García · Dominikana  | Nathaniel Jones · Trynidad i Tobago |
| waga średnia (75 kg)           | Alejandro Montoya · Kuba    | Nat Knowles · Bahamy         | Félix Lauser · Portoryko       | Rosalbo Ochoa · Wenezuela           |
| waga półciężka (81 kg)         | Ernesto Sánchez · Wenezuela | Luis Valier · Kuba           | Bernardo Mercado · Kolumbia    | Gilberto Vega · Portoryko           |
| waga ciężka (+81 kg)           | Teófilo Stevenson · Kuba    | Carlos Rivera · Wenezuela    | Francisco Saviñón · Dominikana | Rafael Vega · Kostaryka             |

## Klasyfikacja medalowa
| Poz. | Państwo           |    |    |    | Razem |
| ---- | ----------------- | -- | -- | -- | ----- |
| 1    | Kuba              | 6  | 1  | 2  | 9     |
| 2    | Wenezuela         | 4  | 2  | 2  | 8     |
| 3    | Portoryko         | 1  | 1  | 4  | 6     |
| 4    | Meksyk            | 0  | 3  | 2  | 5     |
| 5    | Dominikana        | 0  | 1  | 5  | 6     |
| 5    | Bahamy            | 0  | 1  | 0  | 1     |
| 5    | Jamajka           | 0  | 1  | 0  | 1     |
| 5    | Panama            | 0  | 1  | 0  | 1     |
| 9    | Kolumbia          | 0  | 0  | 3  | 3     |
| 10   | Gujana            | 0  | 0  | 1  | 1     |
| 10   | Haiti             | 0  | 0  | 1  | 1     |
| 10   | Kostaryka         | 0  | 0  | 1  | 1     |
| 10   | Trynidad i Tobago | 0  | 0  | 1  | 1     |
|      | Razem             | 11 | 11 | 22 | 44    |